# Rodès
Rodès település Franciaországban, Pyrénées-Orientales megyében. Lakosainak száma 717 fő (2022. január 1.). Rodès Montalba-le-Château, Ille-sur-Têt, Bouleternère, Boule-d’Amont, Glorianes, Rigarda, Vinça, Arboussols, Tarerach és Trévillach községekkel határos.

## Népesség
A település népessége az elmúlt években az alábbi módon változott:
| Lakosok száma | 632  | 630  | 631  | 619  | 624  | 628  | 636  | 677  | 717  |
|               | 2013 | 2015 | 2016 | 2017 | 2018 | 2019 | 2020 | 2021 | 2022 |